# Liste der Stolpersteine in Essen – Bezirk IX
Die Liste der Stolpersteine in Essen enthält alle Stolpersteine, die im Rahmen des gleichnamigen Projekts von Gunter Demnig in Essen verlegt wurden. Mit ihnen soll an Opfer des Nationalsozialismus erinnert werden, die in Essen lebten und wirkten.

## Bredeney
| Adresse            | Verlegedatum                                                                     | Inschrift/Name | Bild | Anmerkung |
| ------------------ | -------------------------------------------------------------------------------- | --- | ---- | --- |
| Alfredstraße 289 · | 12. Okt. 2007                                                                    | HIER WOHNTE BENNO STRAUSS JG. 1873 BERUFSVERBOT 1934 ZWANGSARBEIT LAGER VORWOHLE TOT 27.9.1944                                               |      | Prof. Dr. Benno Strauß (* 30. Januar 1873 in Fürth) studierte 1892 Physik, Maschinenbau und Elektrotechnik in München. 1893 wechselte er an die Universität Zürich, an der er 1896 zum Doktor der Philosophie promovierte. Anschließend arbeitete er in der Physikalischen Abteilung von Krupp in Essen, deren Leiter er von 1899 bis 1904 war. 1917 konvertierte er zum Christentum und ließ sich evangelisch taufen. Er war maßgeblich an der Entwicklung rostfreien Stahls beteiligt, der 1922 unter dem Markennamen NIROSTA geschützt wurde. Später führte er das Hartmetall „WIDIA“ („Wie Diamant“) ein. Benno Strauß erwarb sich in der Firma Krupp ein hohes Ansehen, weswegen ihm zu seinem Berufsverbot am 1. Januar 1935 auch eine unübliche Feier ausgerichtet wurde. Er wurde weiterhin von ehemaligen Mitarbeitern und Kollegen geachtet, aber auch gemieden. Während der Novemberpogrome 1938 wurde er für eine Woche inhaftiert, ein ehemaliger Kollege konnte verhindern, dass sein Haus geplündert und zerstört wurde. Benno Strauß zögerte mit der Ausreise, obwohl ihm eine Professur in den USA angeboten worden war. Im Oktober 1938 musste er seinen Reisepass abgeben. Am 18. September 1944 wurde er als Zwangsarbeiter in ein Lager in Vorwohle deportiert. Am 27. September 1944 starb Benno Strauß in diesem Lager. Benno Strauß ist in Essen und Fürth eine Straße gewidmet. |
| Ruschenstraße 2 ·  | 19. Mai 2022                                                                     | HIER LERNTE KURT ARTUR ARNSTEIN JG. 1915 FLUCHT 1936 SCHWEIZ 1937 HOLLAND INTERNIERT WESTERBORK DEPORTIERT 1942 AUSCHWITZ ERMORDET 30.9.1942 |      | Kurt Artur Arnstein (* 23. Oktober 1915 in Essen), Sohn von Eduard und Paula Arnstein (geb. Kahn), besuchte die Goetheschule in Essen-Rüttenscheid. Er emigrierte 1936 zunächst in die Schweiz, von dort 1937 weiter in die Niederlande. Dort lernte er seine spätere Frau Mietje "Mimi" Abrahamson kennen und zog am 1. April 1942 mit ihr zusammen. Mietje und Kurt Artur heirateten im Juni 1942, im August 1942 wurden sie ins Durchgangslager Westerbork deportiert und am 10. August 1942 nach Auschwitz verschleppt. Kurt und Mimi wurden am 30. September 1942 in Auschwitz ermordet. |
| Ruschenstraße 2 ·  | 19. Mai 2022                                                                     | HIER LERNTE LEO BEHR JG. 1917 DEPORTIERT 1941 ŁODZ/LITZMANNSTADT ERMORDET 13.5.1942                                                          |      | Leo Behr (* 31. März 1917 in Essen) besuchte die Goetheschule von 1928 bis 1932, anschließend absolvierte er eine kaufmännische Lehre. Im November 1938 musste er seinen Arbeitsplatz aufgeben und wurde als Zwangsarbeiter zu Straßenarbeiten herangezogen. Zusammen mit seinen Eltern Gustav und Regina Behr wurde Leo Behr am 27. Oktober 1941 ins Ghetto Litzmannstadt deportiert. Leo Behr wurde am 13. Mai 1942 im Ghetto Litzmannstadt ermordet, Regina Behr wurde am 26. Juni 1944 in Litzmannstadt ermordet, sein Vater Gustav Behr wurde am 8. Juli 1944 im Vernichtungslager Kulmhof ermordet. |
| Ruschenstraße 2 ·  | 19. Mai 2022                                                                     | HIER LERNTE SIEGFRIED DAVID GRIFFEL JG. 1923 'POLENAKTION' 1938 BENTSCHEN/ZBASZYN ERMORDET IM BESETZTEN POLEN                                |      | Siegfried David Griffel (* 1. November 1923 in Gelsenkirchen-Horst), Sohn von Chaim und Pessia Griffel (geb. Schumacher), wohnte ab 1932 zusammen mit seinem Bruder Max in der Waldhausenstraße 4 in Essen. Zunächst besuchte er die jüdische Volksschule und bekam 1934 ein Stipendium an der Goetheschule. Am 28. Oktober 1938 wurden Siegfried und seine Eltern im Rahmen der „Polenaktion“ ins Transitghetto Zbąszyń deportiert. Sein Bruder Max (später Mosche Givol) konnte nach Palästina ausreisen. Die genauen Todesumstände sind nicht geklärt, Siegfried David Griffel wurde am 8. Mai 1945 für tot erklärt. Vermutlich wurde er zusammen mit seinen Eltern bei einer Massenerschießung 1941 in Nadwirna ermordet. |
| Ruschenstraße 2 ·  | 19. Mai 2022                                                                     | HIER LERNTE KURT RUDOLF KERN JG. 1921 DEPORTIERT 1942 SOBIBOR ERMORDET                                                                       |      | Kurt Rudolf Kern (* 22. März 1921 in Landau in der Pfalz), Sohn von Otto und Mathilde Kern (geb. Wolff), zog 1930 mit seinen Eltern in die Papestraße 32 in Essen. 1931 kam er in die Goetheschule und war Klassenkamerad von Ernst Krombach. In den kommenden Jahren verschärften sich antisemitische Anfeindungen gegen ihn und andere in der Schule und in der Freizeit. 1939 musste die Familie Kern ihre Wohnung aufgeben und wurde zwangsweise in ein „Judenhaus“ in der Ruhrau 40 umgesiedelt. Am 18. April 1942 wurde die Familie im Barackenlager Holbeckshof interniert, von wo aus sie am 15. Juni 1942 ins Ghetto Izbica deportiert wurden. Die Todesumstände sind nicht vollständig geklärt, er wurde am 8. Mai 1945 für tot erklärt. Vermutlich starb er 1942 im Vernichtungslager Sobibor. |
| Ruschenstraße 2 ·  | 19. Mai 2022                                                                     | HIER LERNTE ERNST KROMBACH JG. 1921 DEPORTIERT 1942 TRANSIT-GHETTO IZBICA ERMORDET                                                           |      | Ernst Krombach (* 17. September 1921 in Essen), Sohn von Dr. David Krombach und Minna Krombach (geb. von der Walde), wohnte in der Max-Fiedler-Straße 26 in Essen. Bis 1931 besuchte er die jüdische Volksschule und wechselte dann zur Goetheschule in der Alfredstraße. Er musste 1937 die Schule verlassen, da er aus antisemitischen Gründen nicht zum Abitur zugelassen werden konnte. Nach der abgebrochenen Schule absolvierte er ein Praktikum in einem chemischen Laber in Berlin. Nach den Novemberpogromen 1938 kehrte er zurück nach Essen. Sein Bruder Heinz floh 1939 nach Argentinien. Ernst Krombach und seine Eltern wurden am 22. April 1942 ins Ghetto Izbica deportiert. Die Briefe zwischen Ernst Krombach und seiner Geliebten Marianne Strauß geben einen seltenen Einblick in die Lebensumstände im Ghetto. Nach einem gescheiterten Fluchtversuch wurde ihm zur Strafe das Augenlicht genommen. Er wurde später zu einem unbekannten Zeitpunkt ermordet. |
| Ruschenstraße 2 ·  | 19. Mai 2022                                                                     | HIER LERNTE HEINZ WOLFGANG NASSAU JG. 1908 FLUCHT 1938 HOLLAND INTERNIERT WESTERBORK DEPORTIERT 1943 AUSCHWITZ ERMORDET 31.3.1944            |      | Heinz Wolfgang Nassau (* 27. November 1908 in Rüttenscheid), Sohn von Gustav und Lilli Nassau (geb. Baer) und Bruder von Reinhard und Ruth Nassau (verh. Dirtler), beendete die Untersekundarstufe an der Goetheschule. 1930 schloss er am Deutschen Kolleg in Bad Godesberg mit dem Abitur ab. Das in Heidelberg begonnene Jurastudium musste er aufgrund der Nürnberger Gesetze abbrechen. Seine Schwester Ruth konnte 1934 nach Palästina auswandern, sein Bruder Reinhard flüchtete 1936 nach Südafrika. Heinz Nassau flüchtete 1938 in die Niederlande. Dort war er nach dem Westfeldzug 1940 im Widerstand tätig und zog sich später in den Untergrund zurück. Bevor er eine Ausreise nach Südafrika unternehmen konnte, wurde er in Amsterdam von der Geheimen Staatspolizei verhaftet und zunächst im Durchgangslager Westerbork interniert. Ein Fluchtversuch aus dem Lazarett misslang und alle Insassen des Lazaretts wurden am 19. Oktober 1943 nach Auschwitz deportiert wo Wolfgang Nassau vermutlich wenige Tage später ermordet wurde. |
| Ruschenstraße 2 ·  | 19. Mai 2022                                                                     | HIER LERNTE HANS WERNER SCHÜLER JG. 1901 DEPORTIERT 1942 TRANSIT-GHETTO IZBICA ERMORDET                                                      |      | Hans Werner Schüler (* 7. Juli 1901 in Essen), Sohn von Dr. med Leonhard Schüler und Hedwig Julie Schüler (geb. Anschel), Bruder von Lore Margarete Schüler (verh. Camnitzer), wohnte mit seiner Familie in der Pelmanstraße 42 in Essen. Er schloss die Goetheschule 1920 mit dem Abitur ab und arbeitete später als Musiklehrer. 1928 starb sein Vater Leonhard. Am 12. Mai 1939 wurde er gezwungen in ein „Judenhaus“ in der Emmastraße 57 zu ziehen. Im Frühjahr 1942 wurde er zusammen mit seiner Mutter ins Transitghetto Izbica deportiert und dort im gleichen Jahr ermordet. Seine Schwester Lore Margarete Camnitzer wurde zusammen mit ihrem Mann und der vierjährigen Tochter am 3. September 1942 nach Auschwitz deportiert und ermordet. |
| Ruschenstraße 2 ·  | 19. Mai 2022                                                                     | HIER LERNTE HERBERT WEIS JG. 1913 FLUCHT 1933 FRANKREICH REISE 1940 HOLLAND INTERNIERT WESTERBORK DEPORTIERT 1943 SOBIBOR ERMORDET 23.7.1943 |      | Herbert Weis (* 16. Dezember 1913 in Krefeld) schloss die Goetheschule 1933 ab und emigrierte am 28. September 1933 nach Frankreich. Dort studierte er zunächst in Toulouse und später in Paris und erhielt ein Stipendium an der Harvard-Universität für die Jahre 1939/1940, welches er nach dem Kriegsausbruch nicht in Anspruch nehmen konnte. Er heiratete am 5. August 1942 Gertruide Cohen und wohnte in Amsterdam. Am 17. Juli 1943 wurde er verhaftet und im Durchgangslager Westerbork interniert, drei Tage später ins Vernichtungslager Sobibor deportiert und dort am 23. Juli 1943 ermordet. Seine Frau Gertruida Marshall geb. Cohen verw. Weis konnte den Krieg in Australien überleben. |
| Ruschenstraße 2 ·  | HIER LERNTE KARL LUDWIG HIRSCHLAND JG. 1925 KINDERTRANSPORT 1939 ENGLAND         | |      | |
| Ruschenstraße 2 ·  | HIER LERNTE HANS WINTER JG. 1911 FLUCHT 1938 ENGLAND 1939 SCHWEIZ 1940 PALÄSTINA | |      | |

## Werden
| Adresse                  | Verlegedatum  | Inschrift/Name | Bild | Anmerkung |
| ------------------------ | ------------- | --- | ---- | --- |
| Bungertstraße 32 ·       | 4. März 2010  | HIER WOHNTE SOPHIE BAUM GEB. VIEHSER JG. 1892 DEPORTIERT 1942 IZBICA ERMORDET |      | Sophie Baum (geborene Viehser; * 15. Mai 1892 in Emden) heiratete am 29. Januar Philipp Baum in Emden. Sie bekamen die Tochter Ruth Baum (* 19. April 1921 in Essen). Philipp Baum starb 1932 und Sophie Baum übernahm das Fischgeschäft in der Bungertstraße 47 in Essen-Werden. Dieses Geschäft wurde während der Novemberpogrome 1938 geplündert und zerstört und die Familie musste in ein „Judenhaus“ in der Bungertstraße 32 umziehen. Am 22. April 1942 wurden Ruth Baum und Sophie Baum nach Izbica deportiert und an einem unbekannten Datum ermordet. |
| Bungertstraße 32 ·       | 4. März 2010  | HIER WOHNTE RUTH BAUM JG. 1921 DEPORTIERT 1942 IZBICA ERMORDET |      | Sophie Baum (geborene Viehser; * 15. Mai 1892 in Emden) heiratete am 29. Januar Philipp Baum in Emden. Sie bekamen die Tochter Ruth Baum (* 19. April 1921 in Essen). Philipp Baum starb 1932 und Sophie Baum übernahm das Fischgeschäft in der Bungertstraße 47 in Essen-Werden. Dieses Geschäft wurde während der Novemberpogrome 1938 geplündert und zerstört und die Familie musste in ein „Judenhaus“ in der Bungertstraße 32 umziehen. Am 22. April 1942 wurden Ruth Baum und Sophie Baum nach Izbica deportiert und an einem unbekannten Datum ermordet. |
| Dudenstraße 24 ·         | 19. Dez. 2017 | HIER WOHNTE FRANZ VOUTTA JG. 1876 IM WIDERSTAND/SPD 'SCHUTZHAFT' 1933 VERHAFTET 1.5.1935 'ILLEGALE MAIFEIER' VERHÖRT-MISSHANDELT PROZESSUNFÄHIG TOT 17.7.1936 KRANKENHAUS DÜSSELDORF |      | Franz Voutta (* 20. Januar 1876 in Mingstimmen) trat 1903 der SPD in Essen bei. Er war später Funktionär der Freien Gewerkschaft und der SPD und wurde nach der Machtergreifung 1933 für über einen Monat in „Schutzhaft“ genommen. Dennoch engagierte er sich weiterhin im politischen Widerstand. Am 1. Mai 1935 kam es zu zahlreichen Festnahmen im gesamten Rheinland, bei denen auch Franz Voutta inhaftiert wurde. Das Urteil zur Anklage auf „Vorbereitung zum Hochverrat“ wurde am 9. Juli 1936 verlesen. Franz Voutta war zu diesem Zeitpunkt nicht mehr verhandlungsfähig und starb am 17. Juli 1936 an den Folgen der Folter während der Verhöre. |
| Grafenstraße, Schulhof · | 20. Sep. 2004 | HIER LERNTE JACOB HERZ JG. 1893 'SCHUTZHAFT' 1938 DACHAU DEPORTIERT 1942 TRANSIT-GHETTO-IZBICA ERMORDET                                                                              |      | Jacob Herz (* 20. November 1893 in Werden) wurde im KZ Dachau inhaftiert. Am 20. Juli 1942 wurde er über Köln ins Ghetto Minsk deportiert und an einem unbekannten Datum ermordet. Der Stolperstein wurde im März 2023 aktualisiert und ausgetauscht. |
| Grafenstraße, Schulhof · | 20. Sep. 2004 | HIER LERNTE HANS SIMON JG. 1914 FLUCHT 1933 HOLLAND INTERNIERT MECHELEN/MALINES DEPORTIERT 1942 AUSCHWITZ ERMORDET 4.9.1942                                                          |      | Hans Simon (* 8. Oktober 1914 in Werden), Sohn von Otto und Celestine Anna Simon, geborene Van den Bergh, war in die Niederlande geflüchtet und wohnte in Scheveningen. Auf der Flucht in die Schweiz wurde er im Zug aufgegriffen und kam zunächst in das SS-Sammellager Mecheln in Belgien. Hans Simon wurde wahrscheinlich am 4. September 1942 im Vernichtungslager Auschwitz ermordet. Der Stolperstein wurde im März 2023 aktualisiert und ausgetauscht. |
| Grafenstraße, Schulhof · | 20. Sep. 2004 | HIER LERNTE FELIX STEEG JG. 1897 'SCHUTZHAFT' 1938 POLIZEIREVIER ESSEN-WERDEN 24.6.1939 LAUT PROTOKOLL FLUCHT IN DEN TOD                                                             |      | Felix Steeg (* 14. Oktober 1897) starb am 24. Juni 1939 im Polizeigefängnis Essen. Er war als Jude verfolgt worden. Sein Bruder Kurt Steeg konnte in die USA flüchten. Der Stolperstein wurde im März 2023 aktualisiert und ausgetauscht. |
| Klemensborn 127 ·        | 19. Dez. 2017 | HIER WOHNTE PETER BURGGRAF JG. 1887 IM WIDERSTAND/SPD AM 15.7.1933 VON 'WERKSOLDATEN' MISSHANDELT TOT AN DEN FOLGEN 17.7.1933                                                        |      | Peter Burggraf (* 27. August 1887 in Werden) war seit 1924 Mitglied in der SPD und wohnte ab 1929 mit seiner Frau Maria Burggraf, geborene Gantenberg, und acht Kindern im Klemensborn 127. Am 15. Juli 1933 kam es in der Kellerstraße in Essen an der Adolf-Hitler-Kaserne zu einem Zwischenfall. Peter und sein Bruder Johann wurden von „Werksoldaten“ angegangen. Peter Burggraf wurde schließlich bewusstlos geschlagen, dann an den Füßen eine Kellertreppe herunter gezogen und dort seinen Verletzungen überlassen. Erst einige Zeit später veranlassten Nachbarn, dass er ins Krankenhaus kam, wo er am 17. Juli 1933 seinen Verletzungen erlag. Eine gegen die namentlich bekannten Gewalttäter gestellte Strafanzeige wurde am 29. Dezember 1933 von der Staatsanwaltschaft zurückgewiesen. |
| Ruhrtalstraße 163 ·      |               | HIER WOHNTE AMALIE UHLENBRUCH JG. 1894 EINGEWIESEN 8.10.1940 HEIL- UND PFLEGEANSTALT DÜSSELDORF-GRAFENBERG 'VERLEGT' HEIL- UND PFLEGEANSTALT SÜCHTELN-JOHANNISTAL TOT 5. JAN. 1941   |      | |
| Wigstraße 15 ·           | 4. März 2010  | HIER WOHNTE ALBERT LEVI JG. 1876 FLUCHT HOLLAND INTERNIERT WESTERBORK DEPORTIERT AUSCHWITZ ERMORDET 17.7.1943                                                                        |      | Albert Levi (* 15. Dezember 1876 in Werden) und seine Frau Helene Levi (geborene Schwarz; * 20. Mai 1879 in Kall) emigrierten am 17. September 1939 in die Niederlande. Während des Westfeldzugs wurden sie am 3. Dezember 1942 im Durchgangslager Westerbork interniert. Am 14. September 1943 kamen sie ins Vernichtungslager Auschwitz, wo sie am 17. September 1943 ermordet wurden. |
| Wigstraße 15 ·           | 4. März 2010  | HIER WOHNTE HELENE LEVI GEB. SCHWARZ JG. 1879 FLUCHT HOLLAND INTERNIERT WESTERBORK DEPORTIERT AUSCHWITZ ERMORDET 17.9.1943                                                           |      | Albert Levi (* 15. Dezember 1876 in Werden) und seine Frau Helene Levi (geborene Schwarz; * 20. Mai 1879 in Kall) emigrierten am 17. September 1939 in die Niederlande. Während des Westfeldzugs wurden sie am 3. Dezember 1942 im Durchgangslager Westerbork interniert. Am 14. September 1943 kamen sie ins Vernichtungslager Auschwitz, wo sie am 17. September 1943 ermordet wurden. |

## Kettwig
| Adresse                 | Verlegedatum  | Inschrift/Name                                                                                      | Bild | Anmerkung |
| ----------------------- | ------------- | --------------------------------------------------------------------------------------------------- | ---- | --- |
| Kringsgat 7 ·           | 5. Dez. 2008  | HIER WOHNTE JULIUS ANSCHEL JG. 1882 DEPORTIERT 1942 IZBICA ERMORDET                                 |      | Julius Anschel (* 4. August 1882 in Kettwig), Sohn von David und Eva Anschel, geborene Marcus, hatte sieben weitere Geschwister und arbeitete als Viehhändler in Kettwig. Julius Anschel wurde am 15. Juni 1942 ins Vernichtungslager Sobibor deportiert, wo er ermordet wurde. |
| Landsberger Straße 8 ·  | 5. Dez. 2008  | HIER WOHNTE SIEGMUND SELIGMANN JG. 1878 TOT 1941 ALS ZWANGSARBEITER IM EIGENEN BETRIEB              |      | Siegmund Seligmann (* 15. November 1878 in Kettenbach) und seine Frau Grete Seligmann (geborene Aaron; * 23. Januar 1889 in Velbert) hatten zwei Kinder: Doris und Alfred. Siegmund Seligmann starb am 16. Oktober 1941 und wurde auf dem Jüdischen Friedhof Kettwig beigesetzt. Grete Seligmann wurde am 15. Juni 1942 ins Vernichtungslager Sobibor deportiert und dort ermordet. Die Kinder konnten nach Palästina emigrieren. |
| Landsberger Straße 8 ·  | 5. Dez. 2008  | HIER WOHNTE GRETE SELIGMANN GEB. AARON JG. 1889 DEPORTIERT 1942 THERESIENSTADT IZBICA ERMORDET      |      | Siegmund Seligmann (* 15. November 1878 in Kettenbach) und seine Frau Grete Seligmann (geborene Aaron; * 23. Januar 1889 in Velbert) hatten zwei Kinder: Doris und Alfred. Siegmund Seligmann starb am 16. Oktober 1941 und wurde auf dem Jüdischen Friedhof Kettwig beigesetzt. Grete Seligmann wurde am 15. Juni 1942 ins Vernichtungslager Sobibor deportiert und dort ermordet. Die Kinder konnten nach Palästina emigrieren. |
| Landsberger Straße 10 · | 5. Dez. 2008  | HIER WOHNTE OTTO SALOMON JG. 1932 DEPORTIERT 1942 IZBICA ERMORDET                                   |      | Robert Salomon (* 27. Oktober 1896 in Altenkirchen) und seine Frau Martha Salomon (geborene Seligmann; * 18. April 1901 in Kettwig) hatten einen Sohn Otto Julius Salomon (* 3. Oktober 1932 in Kettwig). Am 22. April 1942 wurde die Familie über Düsseldorf ins Durchgangslager Izbica deportiert, wo Otto Salomon ermordet wurde. Otto und Martha Salomon wurden an einem unbekannten Datum wahrscheinlich im Vernichtungslager Treblinka ermordet. Bei der Verlegung des Stolpersteins für Martha Salomon am 14. Dezember 2021 wurde auch der Stolperstein für Robert Salomon mit aktualisierter Inschrift ausgetauscht. |
| Landsberger Straße 10 · | 5. Dez. 2008  | HIER WOHNTE ROBERT SALOMON JG. 1896 'SCHUTZHAFT' 1938 DACHAU DEPORTIERT 1942 IZBICA ERMORDET        |      | Robert Salomon (* 27. Oktober 1896 in Altenkirchen) und seine Frau Martha Salomon (geborene Seligmann; * 18. April 1901 in Kettwig) hatten einen Sohn Otto Julius Salomon (* 3. Oktober 1932 in Kettwig). Am 22. April 1942 wurde die Familie über Düsseldorf ins Durchgangslager Izbica deportiert, wo Otto Salomon ermordet wurde. Otto und Martha Salomon wurden an einem unbekannten Datum wahrscheinlich im Vernichtungslager Treblinka ermordet. Bei der Verlegung des Stolpersteins für Martha Salomon am 14. Dezember 2021 wurde auch der Stolperstein für Robert Salomon mit aktualisierter Inschrift ausgetauscht. |
| Landsberger Straße 10 · | 14. Dez. 2021 | HIER WOHNTE MARTHA SALOMON GEB. SELIGMANN JG. 1901 DEPORTIERT 1942 IZBICA ERMORDET                  |      | Robert Salomon (* 27. Oktober 1896 in Altenkirchen) und seine Frau Martha Salomon (geborene Seligmann; * 18. April 1901 in Kettwig) hatten einen Sohn Otto Julius Salomon (* 3. Oktober 1932 in Kettwig). Am 22. April 1942 wurde die Familie über Düsseldorf ins Durchgangslager Izbica deportiert, wo Otto Salomon ermordet wurde. Otto und Martha Salomon wurden an einem unbekannten Datum wahrscheinlich im Vernichtungslager Treblinka ermordet. Bei der Verlegung des Stolpersteins für Martha Salomon am 14. Dezember 2021 wurde auch der Stolperstein für Robert Salomon mit aktualisierter Inschrift ausgetauscht. |
| Werdener Straße 28 ·    | 5. Dez. 2008  | HIER WOHNTE AMALIE ISAAC GEB. NEUSTAEDTER JG. 1865 DEPORTIERT 1942 THERESIENSTADT ERMORDET IN MINSK |      | Amalie Isaac (geborene Neustädter; * 16. Oktober 1865 in Witten) wurde am 21. Juli 1942 nach Theresienstadt deportiert. Am 21. September 1942 wurde sie ins Vernichtungslager Treblinka transportiert und ermordet. |
| Werdener Straße 28 ·    | 5. Dez. 2008  | HIER WOHNTE EMMA JOSEPH JG. 1871 DEPORTIERT 1942 ERMORDET IN THERESIENSTADT                         |      | Emma Joseph (* 9. November 1871 in Kettwig), Tochter von Jakob Joseph (* 15. Juli 1837; gest. 8. Juni 1915 in Heiligenhaus) und Marianne „Mirjam“ Joseph (geborene Moses; * 24. April 1843 in Heiligenhaus; gest. 11. Juli 1906 in Heiligenhaus), Schwester von Max Joseph. Emma Joseph wurde am 21. Juli 1942 nach Theresienstadt deportiert. Am 21. September 1942 wurde sie ins Vernichtungslager Treblinka transportiert und ermordet. |
| Werdener Straße 28 ·    | 5. Dez. 2008  | HIER WOHNTE HULDA JOSEPH JG. 1871 DEPORTIERT 1942 IZBICA ERMORDET IN MINSK                          |      | Hulda Joseph (* 15. Juli 1871 in Kettwig) wurde am 21. Juli 1942 nach Theresienstadt deportiert. Am 21. September 1942 wurde sie ins Vernichtungslager Treblinka transportiert und ermordet. |
| Werdener Straße 28 ·    | 5. Dez. 2008  | HIER WOHNTE MAX JOSEPH JG. 1881 DEPORTIERT 1942 IZBICA ERMORDET                                     |      | Max Joseph (* 3. November 1881 in Laupendahl) und seine Frau Johanna Joseph (geborene Anschel; * 9. Mai 1886 in Kettwig) hatten zwei Kinder: Marianne (* 1912) und Harry (* 1919). Die Familie führte eine große Lederwarenhandlung und war sehr religiös und angesehen in Kettwig. Nach der Machtergreifung verschlechterte sich die Lage für das Geschäft ständig. Während der Novemberpogrome 1938 wurden Max Joseph und sein Sohn Harry für mehrere Wochen in „Schutzhaft“ genommen. Harry konnte nach seiner Entlassung nach Kolumbien ausreisen, seine Schwester Marianne gelang die Flucht über die Niederlande. 1939 wurde das Geschäft von Max Joseph „arisiert“ und später sein Haus beschlagnahmt und zum „Judenhaus“ deklariert. Am 22. April 1942 wurden Max und Johanna Joseph nach Izbica deportiert, wo sie an einem unbekannten Datum ermordet wurden. |
| Werdener Straße 28 ·    | 5. Dez. 2008  | HIER WOHNTE JOHANNA JOSEPH GEB.ANSCHEL JG. 1886 DEPORTIERT 1942 IZBICA ERMORDET                     |      | Max Joseph (* 3. November 1881 in Laupendahl) und seine Frau Johanna Joseph (geborene Anschel; * 9. Mai 1886 in Kettwig) hatten zwei Kinder: Marianne (* 1912) und Harry (* 1919). Die Familie führte eine große Lederwarenhandlung und war sehr religiös und angesehen in Kettwig. Nach der Machtergreifung verschlechterte sich die Lage für das Geschäft ständig. Während der Novemberpogrome 1938 wurden Max Joseph und sein Sohn Harry für mehrere Wochen in „Schutzhaft“ genommen. Harry konnte nach seiner Entlassung nach Kolumbien ausreisen, seine Schwester Marianne gelang die Flucht über die Niederlande. 1939 wurde das Geschäft von Max Joseph „arisiert“ und später sein Haus beschlagnahmt und zum „Judenhaus“ deklariert. Am 22. April 1942 wurden Max und Johanna Joseph nach Izbica deportiert, wo sie an einem unbekannten Datum ermordet wurden. |
| Werdener Straße 28 ·    | 5. Dez. 2008  | HIER WOHNTE RIDA SELIGMANN GEB. STERN JG. 1876 DEPORTIERT 1942 THERESIENSTADT ERMORDET IN MINSK     |      | Rita Seligmann (geborene Stern; * 31. Juli 1876 in Züntersbach) wurde am 21. Juli 1942 nach Theresienstadt deportiert. Am 21. September 1942 wurde sie ins Vernichtungslager Treblinka transportiert und ermordet. |
| Wilhelmstraße 6 ·       | 5. Dez. 2008  | HIER WOHNTE DR.CARL SCHMITZ JG. 1881 DEPORTIERT 1942 THERESIENSTADT ERMORDET 1944 IN AUSCHWITZ      |      | Dr. Carl Schmitz (* 19. Mai 1881 in Bonn) sollte den Metzgerbetrieb des Vaters übernehmen. Stattdessen promovierte Carl Schmitz, zog als Mediziner nach Kettwig und heiratete 1922 seine Frau Martha. Ihre Tochter Irmgard kam 1924 zur Welt und wurde nach der Religion ihrer Mutter protestantisch getauft. Nach der Machtergreifung wurde auch Martha Schmitz unter Druck gesetzt, da sie eine „Mischehe“ führte. Eine Ausreise lehnte Carl Schmitz damals ab. 1935 starb Martha Schmitz nach schwerer Krankheit, 1938 musste Carl Schmitz seine Praxis aufgeben. Am 21. Juli 1942 wurde Carl Schmitz nach Theresienstadt deportiert, zwei Jahre später am 28. Oktober 1944 ins KZ Auschwitz-Birkenau, wo er ermordet wurde. |
| Zur alten Fähre 2 ·     | 5. Dez. 2008  | HIER WOHNTE CARLA MOSES JG. 1928 DEPORTIERT 1942 IZBICA ERMORDET                                    |      | Carla Moses (* 26. Mai 1928 in Kettwig) wurde am 22. April 1942 nach Izbica deportiert, wo sie an einem unbekannten Datum ermordet wurde. |
| Zur alten Fähre 2 ·     | 5. Dez. 2008  | HIER WOHNTE JOHANNA MOSES JG. 1924 DEPORTIERT 1941 IZBICA ERMORDET                                  |      | Johanna Moses (* 20. Mai 1924 in Kettwig) wurde am 10. November 1941 ins Ghetto Minsk deportiert und an einem unbekannten Datum ermordet. |